# VSS Unity

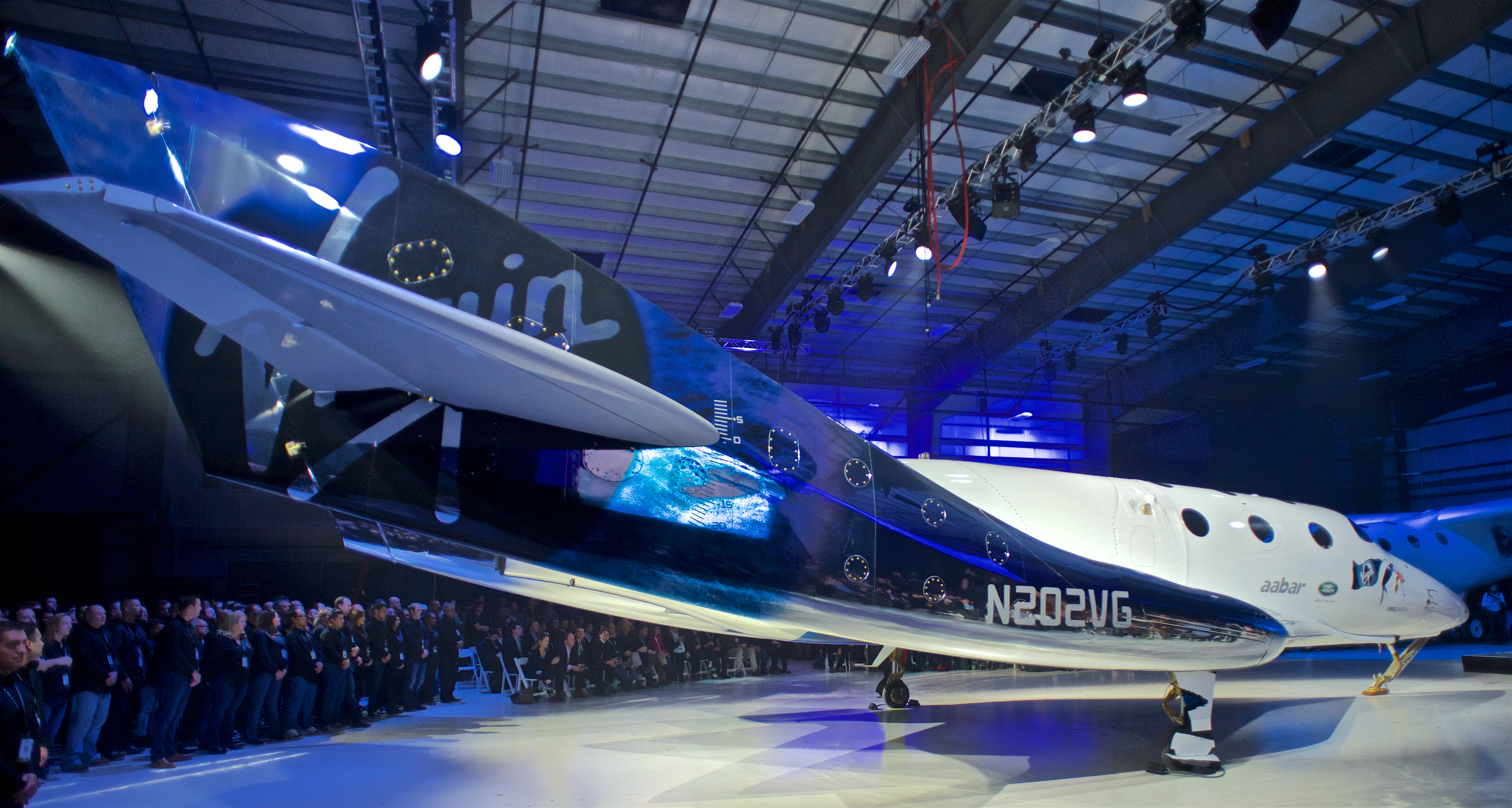
Die VSS Unity im Februar 2016

Die VSS Unity (Luftfahrzeugkennzeichen N202VG; ehemals VSS Voyager) ist das zweite Raketenflugzeug der SpaceShipTwo-Klasse. Es wurde von dem US-amerikanischen Unternehmen Virgin Galactic für Vergnügungs- und Höhenforschungsflüge mit zahlenden Passagieren gebaut. „VSS“ steht hier für „Virgin Space Ship“. Der erste angetriebene Flug der VSS Unity fand am 13. Dezember 2018 statt und erreichte eine Höhe von 82,7 km. Ihren letzten Flug absolvierte die VSS Unity an 8. Juni 2024.

## Flugablauf
Das von der Spaceship Company, einem hundertprozentigen Tochterunternehmen von Virgin Galactic, ursprünglich unter dem Namen Voyager gebaute Flugzeug 
wird von einem Doppelrumpf-Trägerflugzeug bis in rund 15 Kilometer Höhe transportiert. Trägerflugzeug ist wie bereits beim Schwesterschiff Enterprise die White Knight Two VMS Eve. Nach genügender Separierung vom Trägerflugzeug startet die Unity ihr Raketentriebwerk und geht nach der Anfangsbeschleunigung in einen steilen Steigflug über. Bei Brennschluss des Triebwerks nach 60 Sekunden auf einer Höhe von rund 42 Kilometer ist das Flugzeug rund Mach 2,5 schnell. Es folgt ein antriebsloser Parabelflug mit empfundener Schwerelosigkeit und ohne Anschnallpflicht für die Passagiere. Nach dem Abstieg landet der weiterhin antriebslose Gleiter auf einer Landepiste.

## Einsatzgeschichte

### Testflüge
Nach dem Absturz der VSS Enterprise im Oktober 2014 wurde der Baufortschritt der VSS Unity auf 65 % beziffert. Am 20. Februar 2016 wurde die VSS Unity im Mojave Air & Space Port offiziell vorgestellt.
Im Dezember 2016 fand ein erster Gleitflug statt und am 5. April 2018 der erste Motorflug. Am 13. Dezember 2018 erreichte die Unity eine Gipfelhöhe von 51,4 Meilen (82,7 Kilometer). Damit überschritt sie erstmals die Grenze von 50 Meilen (80,5 Kilometer), die in den USA als Grenze zum Weltraum gilt. Sie erreichte dabei eine Geschwindigkeit von Mach 2,9. Die beiden Piloten Rick Sturckow – ein ehemaliger NASA-Astronaut – und Mark Stucky erfüllen damit die Bedingung zum Erhalt des Astronautenabzeichens als Commercial Astronaut der Federal Aviation Administration. International gilt als Grenze zum Weltraum die Kármán-Linie bei 100 Kilometer Höhe, die von der VSS Unity nie überschritten wurde.
Mit dem nächsten Testflug im Februar 2019 erreichte die Unity mit den zwei Piloten und einem Techniker knapp 90 Kilometer Höhe. Wie erst zwei Jahre später bekannt wurde, entstanden bei diesem Flug Schäden an den Elevons, den Steuerelementen an den Tragflächen. Die Unity musste danach 14 Monate lang am Boden bleiben, bis diese Bauteile neukonstruiert und ausgetauscht waren.
Beim nächsten angetriebenen Flugversuch im Dezember 2020 – dem ersten vom Spaceport America in New Mexico – zündete das Triebwerk nicht; die Piloten landeten anschließend sicher im Gleitflug.
Am 22. Mai 2021 gelang ein erfolgreicher Testflug bis in 89 Kilometer Höhe.
Am folgenden Flug am 11. Juli 2021 nahm erstmals die Höchstzahl von sechs Personen teil: die Virgin-Galactic-Angestellten Dave Mackay (Pilot), Michael Masucci (Kopilot), und als Passagiere Sirisha Bandla (Management und Behördenkontakte), der Betriebsingenieur Colin Bennett und die Astronautenausbilderin Beth Moses, außerdem Virgin-Galactic-Gründer Richard Branson. Der Flug erreichte eine Höhe von 282.000 Fuß (rund 86 km) und endete mit einer planmäßigen Landung.

### Flugbetrieb
Am 29. Juni 2023 startete die VSS Unity zum ersten kommerziellen Flug von Virgin Galactic. An Bord des Flugs mit der Bezeichnung Galactic 01 befanden sich – neben den beiden Piloten – die Offiziere Walter Villadei und Angelo Landolfi von der italienischen Luftwaffe, der Ingenieur Pantaleone Carlucci vom Consiglio Nazionale delle Ricerche sowie der Flugbegleiter Colin Bennett von Virgin Galactic. Die VSS Unity startete mit der VMS Eve von dem Flugplatz Spaceport America im US-Bundesstaat New Mexico und erreichte eine Höhe von 85 km. Die Besatzung sollte während des etwa 90-minütigen Flugs 13 wissenschaftliche Experimente durchführen.

### Liste der Flüge
| Lfd. Nr.              | Datum         | Höhe           | Besatzung 1                                   | 11234Passagiere1234                                           |
| Testflüge             | Testflüge     | Testflüge      | Testflüge                                     | Testflüge                                                     |
| --------------------- | ------------- | -------------- | --------------------------------------------- | ------------------------------------------------------------- |
| 01                    | 13. Dez. 2018 | 82,7 km        | Mark Stucky Frederick Sturckow                | –                                                             |
| 02                    | 22. Feb. 2019 | 89,9 km        | David Mackay Michael Masucci Beth Moses       | –                                                             |
| 03                    | 12. Dez. 2020 | (Startabbruch) | David Mackay Frederick Sturckow               | –                                                             |
| 04                    | 22. Mai 2021  | 89,2 km        | David Mackay Frederick Sturckow               | –                                                             |
| 05                    | 11. Juli 2021 | 86,0 km        | David Mackay Michael Masucci Beth Moses       | Richard Branson Sirisha Bandla Colin Bennett                  |
| 06                    | 25. Mai 2023  | 87,2 km        | Michael Masucci Frederick Sturckow Beth Moses | Jamila Gilbert Christopher Huie Luke Mays                     |
| Kommerzieller Einsatz |               |                |                                               |                                                               |
| 07                    | 29. Juni 2023 | 85,1 km        | Michael Masucci Nicola Pecile Colin Bennett   | Walter Villadei Angelo Landolfi Pantaleone Carlucci           |
| 08                    | 10. Aug. 2023 | 88,5 km        | Frederick Sturckow Kelly Latimer Beth Moses   | Jon Goodwin 2 Keisha Schahaff Anastatia Mayers                |
| 09                    | 8. Sep. 2023  | 88,6 km        | Nicola Pecile Michael Masucci Beth Moses      | Ken Baxter Timothy Nash Adrian Reynard                        |
| 10                    | 6. Okt. 2023  | 87,4 km        | Kelly Latimer Frederick Sturckow Beth Moses   | Trevor Beattie Ron Rosanou Namira Salim                       |
| 11                    | 2. Nov. 2023  | 87,2 km        | Michael Masucci Kelly Latimer Colin Bennett   | Alan Stern Kellie Gerardi Ketty Maisonrouge                   |
| 12                    | 26. Jan. 2024 | 88,7 km        | Frederick Sturckow Nicola Pecile              | Lina Borozdina Robie Vaughn Franz Haider Neil Kornswiet       |
| 13                    | 8. Juni 2024  | 87,5 km        | Nicola Pecile Jameel Janjua                   | Tuva Atasever Anand Sadhwani Irving Pergament Giorgio Manenti |